# Club Petrolero
Club Petrolero, eller enbart Petrolero, är en fotbollsklubb från Yacuiba i Bolivia och grundades i området Petrolero den 4 september 1990. Klubben deltog i den högsta divisionen i Bolivia för första gången säsongen 2012/2013 efter att ha vunnit den näst högsta divisionen 2011/2012. Den första säsongen åkte dock klubben ur den högsta serien direkt efter att ha kommit på tolfte och sista plats, men redan säsongen 2013/2014 gick klubben upp igen efter att ha vunnit ett kvalspel mot Aurora på straffar i den tredje kvalmatchen. Denna gång lyckades klubben hålla sig kvar i högsta divisionen efter att ha kommit på nionde plats i nedflyttningstabellen efter att ha tagit 52 poäng på 44 matcher.